# Brethel
Brethel är en kommun i departementet Orne i regionen Normandie i nordvästra Frankrike. Kommunen ligger i kantonen Moulins-la-Marche som tillhör arrondissementet Mortagne-au-Perche. År 2022 hade Brethel 136 invånare.

## Befolkningsutveckling
Antalet invånare i kommunen Brethel
| Referens: INSEE |